# Gungnae-dong
Gungnae-dong (koreanska: 궁내동) är en stadsdel i staden Gunpo i provinsen Gyeonggi i Sydkorea, 23 km söder om huvudstaden Seoul.